# Заб Джуда
Заб Джуда (англ. Zab Judah; 27 жовтня 1977, Бруклін, Нью-Йорк, США) — американський боксер-професіонал, що виступає в напівсередній вазі. Чемпіон світу в першій напівсередній, напівсередній та першій середній вазі.

## Любительська кар'єра

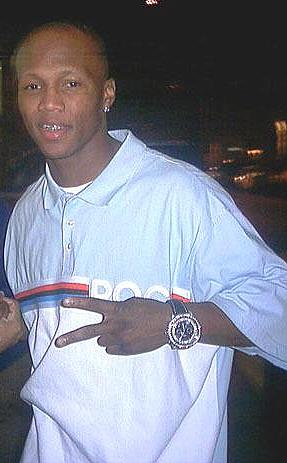

Боксом став займатися в віці шести років. Його рекорд складає 110-5. Ставав дворазовим чемпіоном Америки. Зазнав поразки у американському відбірному турнірі на Олімпіаду 1996 року.

## Професійна кар'єра

### Джуда проти Цзю
3 листопада 2001 року відбувся бій за титул абсолютного чемпіона світу в першій напівсередній вазі. В першому раунді Джуда володів невеликою перевагою. Однак, вже в кінці другого раунду він пропустив сильний правий крос і впав. Намагаючись підвестись, щоб продовжити бій, ще раз впав. Рефері вирішив зупинити бій, чим викликав невдоволення американця. Він влаштував справжню істерику, вся команда його стримувала.

### Джуда проти Мейвезера
Бій відбувся 8 квітня 2006 року в Лас-Вегасі в рамках напівсередньої ваги. На кону стояв титул чемпіона IBF і IBO. Спершу Заб Джуда мав перевагу, однак вже до кінця бою він підсів у швидкості. В 10 раунді трапився інцидент. Джуда вдарив суперника нижче пояса, а потім і по потилиці. Команда Мейвезера не стримала емоцій і його представники вибігли на ринг. Зав'язалася колотнеча, однак згодом ситуацію було виправлено і поєдинок продовжився. За одноголосним рішенням суддів і новим чемпіоном став Флойд Мейвезер.